# HD 30177
HD 30177 ist ein etwa 172 Lichtjahre entfernter Hauptreihenstern der Spektralklasse G8 im Sternbild Doradus. Er besitzt eine scheinbare Helligkeit von 8,4 mag.
Im Jahre 2002 entdeckte Paul Butler mit Hilfe der Radialgeschwindigkeitsmethode einen potentiellen extrasolaren Planeten, der diesen Stern umkreist. Dieser trägt die systematische Bezeichnung HD 30177 b.

## HD 30177 b
HD 30177 b ist ein potentieller Exoplanet, der den Zentralstern alle 2770 Tage umkreist. 
Er umkreist seinen Stern in einer Entfernung von ca. 3,95 Astronomischen Einheiten bei einer Exzentrizität von 0,19 und hat eine Masse von mindestens etwa 10 Jupitermassen.